# يوسف الكناوي
يوسف الكناوي (ولد في 26 يناير 1988) هو لاعب كرة قدم في مركز الوسط من المغرب يلعب في نادي مولودية وجدة .

## تاريخه الكروي
كان الكناوي يلعب مع فريق جمعية سلا المغربي ضمن القسم الوطني الثاني، وكانت صفقة انتقاله إلى نادي الرجاء من أغلى الصفقات في الدوري المغربي و وقع مع نادي الخريطيات عام 2018 و لم يستمر معهم كثيراً وانتقل إلى نادي مولودية وجدة ..

## روابط خارجية
- يوسف الكناوي على موقع قاعدة بيانات كرة القدم.إي يو (الإنجليزية)
- يوسف الكناوي على موقع ناشيونال فوتبول تيمز (الإنجليزية)